# Cessières
Cessières korábbi község Franciaországban, Aisne megyében. Lakosainak száma 433 fő (2018. január 1.). Cessières Bucy-lès-Cerny, Faucoucourt, Laniscourt, Molinchart, Montbavin és Suzy községekkel határos.
2019. január 1-jén Suzy korábbi községgel egyesült és az így létrejött Cessières-Suzy új község része lett.

## Népesség
A település népességének változása:
| Lakosok száma | 254  | 247  | 288  | 437  | 437  | 482  | 474  | 454  | 437  | 433  |
|               | 1968 | 1975 | 1982 | 1999 | 2006 | 2011 | 2013 | 2016 | 2017 | 2018 |